# Terremoto de Concepción de 1960
El terremoto de Concepción de 1960 fue, en realidad, una sucesión de tres sismos destructores que ocurrieron entre el 21 y el 22 de mayo de 1960 en la zona centro-sur de Chile.
El primero ocurrió a las 06:02 hora local (10:02 UTC) del 21 de mayo. Su epicentro se localizó cerca de la ciudad de Cañete, Región del Biobío, y tuvo una magnitud de 8,1 u 8,3 MW y de 7,3 o 7,5 MS. En este sismo, que duró 35 segundos, colapsó un tercio de las edificaciones de la ciudad de Concepción.
| Terremoto del 21 de mayo a las 6:02 hora local (10:02 UTC) | Terremoto del 21 de mayo a las 6:02 hora local (10:02 UTC) | Terremoto del 21 de mayo a las 6:02 hora local (10:02 UTC) |
| Ciudad                                                     | Escala de Mercalli                                         | Daños                                                      |
| ---------------------------------------------------------- | ---------------------------------------------------------- | ---------------------------------------------------------- |
| Concepción                                                 | IX                                                         | 125 muertos. Destruido un tercio de los inmuebles.         |
| Talcahuano                                                 | IX                                                         | Destruido el 65 % de los inmuebles.                        |
| Coronel                                                    | IX                                                         |                                                            |
| Lota                                                       | IX                                                         |                                                            |
| Lebu                                                       | X                                                          |                                                            |

El segundo se registró a las 06:30 hora local (10:30 UTC) del 22 de mayo. Su epicentro se localizó en el Parque nacional Nahuelbuta, Región de La Araucanía, y tuvo una magnitud de 7,1 MW y 7,3 MS.
El tercero se registró a las 14:56 hora local (18:56 UTC) del mismo día. Su epicentro fue cerca de Purén, Región de La Araucanía, y tuvo una magnitud de 7,8  MW. Este sismo ocurrió 15 minutos antes del terremoto de Valdivia de 1960.
Las consecuencias en la ciudad de Chillán, fueron de setecientas casas destruidas, 1.500 inhabitables, 3.000 con daño severo, además de daños estructurales en establecimientos educacionales, imposibilitando las clases en los recintos, lo cual afectó a 12.000 niños.